# Parigi-Bourges
La Paris-Bourges (it. Parigi-Bourges) è una corsa in linea maschile di ciclismo su strada che si svolge tra Parigi e Bourges, in Francia, ogni anno in ottobre. Dal 2005 fa parte del circuito UCI Europe Tour, classe 1.1. La corsa si è svolta suddivisa in tappe per 11 edizioni (dal 1980 al 1992, escluso il 1984 che tornò in formato classico e il 1989, anno in cui non si corse).

## Albo d'oro
Aggiornato all'edizione 2023.
| Anno      | Vincitore                             | Secondo                               | Terzo                                 |
| --------- | ------------------------------------- | ------------------------------------- | ------------------------------------- |
| 1913      | René Pichon                           | Guillaume Bonnet                      | Charles Juseret                       |
| 1914-1916 | non disputata                         | non disputata                         | non disputata                         |
| 1917      | Charles Juseret                       | Hubert Noël                           | Eugène Platteau                       |
| 1918-1921 | non disputata                         | non disputata                         | non disputata                         |
| 1922      | Marcel Godard                         | Jean Hilarion                         | Paul Lesault                          |
| 1923      | Jean Brunier                          | Charles Juseret                       | Georges Detreille                     |
| 1924      | Marcel Bidot                          | Marcel Gobillot                       | Paul Lesault                          |
| 1925      | Gaston Deschamps                      | Hector Denis                          | Robert Souderès                       |
| 1926-1927 | non disputata                         | non disputata                         | non disputata                         |
| 1928      | Fernand Bruynooghe                    | André Sauvage                         | René Wetzel                           |
| 1929      | Theo Ladrou                           | André Dumont                          | Léon Le Calvez                        |
| 1930-1931 | non disputata                         | non disputata                         | non disputata                         |
| 1932      | Narcisse Mattuizi                     | Raymond Prud'homme                    | Riccardo Rodighiero                   |
| 1933      | Robert Petit                          | Albert Carapezzi                      | Louis Thiétart                        |
| 1934-1946 | non disputata                         | non disputata                         | non disputata                         |
| 1947      | Albert Bourlon                        | Georges Barre                         | François Person                       |
| 1948      | Marcel Dussault                       | Maurice Hougron                       | Gino Sciardis                         |
| 1949      | Marcel Dussault                       | Nello Sforacchi                       | Jacques Marinelli                     |
| 1950      | Amand Audaire                         | Galliano Pividori                     | Marius Bonnet                         |
| 1951      | Jean-Marie Goasmat                    | Jacques Marinelli                     | Pierre Mancisidor                     |
| 1952      | Stanislas Bober                       | André Brulé                           | Amand Audaire                         |
| 1953      | Robert Varnajo                        | André Darrigade                       | Pierre Molinéris                      |
| 1954      | Jean Stablinski                       | Norbert Esnault                       | Gilbert Loof                          |
| 1955      | Jean-Marie Cieleska                   | Fernand Picot                         | Gilbert Bauvin                        |
| 1956      | Joseph Morvan                         | Maurice Pèle                          | André Dupré                           |
| 1957      | Raymond Guégan                        | Michel Salle                          | Seamus Elliott                        |
| 1958-1970 | non disputata                         | non disputata                         | non disputata                         |
| 1971      | Walter Ricci                          | Guy Santy                             | Francis Ducreux                       |
| 1972      | Cyrille Guimard                       | Jean-Pierre Danguillaume              | José Catieau                          |
| 1973      | Roland Berland                        | Yves Hézard                           | Jean-Pierre Genet                     |
| 1974      | Barry Hoban                           | Régis Ovion                           | Charly Rouxel                         |
| 1975      | Jean-Pierre Danguillaume              | Bernard Hinault                       | Raymond Poulidor                      |
| 1976      | Jean-Luc Molinéris                    | Raymond Martin                        | André Gevers                          |
| 1977      | Régis Delépine                        | Pierre-Raymond Villemiane             | Patrick Perret                        |
| 1978      | Régis Ovion                           | Joop Zoetemelk                        | Patrick Friou                         |
| 1979      | Jean-René Bernaudeau                  | Régis Ovion                           | René Bittinger                        |
| 1980      | Yves Hézard                           | Gilbert Duclos-Lassalle               | Phil Anderson                         |
| 1981      | Francis Castaing                      | Didier Vanoverschelde                 | Marc Madiot                           |
| 1982      | Didier Vanoverschelde                 | Jean-François Chaurin                 | Pierre-Raymond Villemiane             |
| 1983      | Stephen Roche                         | Marc Madiot                           | Phil Anderson                         |
| 1984      | Sean Kelly                            | Francis Castaing                      | Laurent Biondi                        |
| 1985      | Niki Rüttimann                        | Gilbert Duclos-Lassalle               | Éric Caritoux                         |
| 1986      | Dominique Lecrocq                     | Sean Kelly                            | Francis Castaing                      |
| 1987      | Kim Andersen                          | Jean-Marc Manfrin                     | Régis Simon                           |
| 1988      | Patrice Esnault                       | Charly Mottet                         | Jean-Claude Colotti                   |
| 1989      | non disputata                         | non disputata                         | non disputata                         |
| 1990      | Laurent Jalabert                      | Steffen Wesemann                      | Dan Radtke                            |
| 1991      | Andrei Tchmil                         | Marek Kulas                           | Tom Desmet                            |
| 1992      | Wilfried Nelissen                     | Bruno Cornillet                       | Peter Van Petegem                     |
| 1993      | Bruno Cornillet                       | Herman Frison                         | Laurent Desbiens                      |
| 1994      | Lars Michaelsen                       | Peter Meinert                         | Edwig Van Hooydonck                   |
| 1995      | Daniele Nardello                      | Lars Michaelsen                       | Jean-Pierre Heynderickx               |
| 1996      | Tristan Hoffman                       | Pascal Chanteur                       | Gérard Rué                            |
| 1997      | Laurent Roux                          | Peter Van Petegem                     | Ludo Dierckxsens                      |
| 1998      | Ludo Dierckxsens                      | Laurent Brochard                      | Maarten den Bakker                    |
| 1999      | Daniele Nardello                      | Andrei Tchmil                         | Laurent Brochard                      |
| 2000      | Laurent Brochard                      | Chris Peers                           | Bo Hamburger                          |
| 2001      | Florent Brard                         | Nico Mattan                           | Scott Sunderland                      |
| 2002      | Allan Johansen                        | Geert Van Bondt                       | Charles Guilbert                      |
| 2003      | Jens Voigt                            | Florent Brard                         | Nicolas Fritsch                       |
| 2004      | Jérôme Pineau                         | Martin Elmiger                        | Davide Rebellin                       |
| 2005      | Lars Ytting Bak                       | Benoît Vaugrenard                     | Grégory Rast                          |
| 2006      | Thomas Voeckler                       | Aljaksandr Usaŭ                       | Stuart O'Grady                        |
| 2007      | Romain Feillu                         | Aurélien Clerc                        | Aljaksandr Usaŭ                       |
| 2008      | Bernhard Eisel                        | Cédric Pineau                         | Anthony Charteau                      |
| 2009      | André Greipel                         | Juan José Haedo                       | Aljaksandr Usaŭ                       |
| 2010      | Anthony Ravard                        | Romain Feillu                         | Matti Breschel                        |
| 2011      | Mathew Hayman                         | Baden Cooke                           | Greg Henderson                        |
| 2012      | Florian Vachon                        | Nacer Bouhanni                        | John Degenkolb                        |
| 2013      | John Degenkolb                        | Arnaud Démare                         | Samuel Dumoulin                       |
| 2014      | John Degenkolb                        | Jaŭhen Hutarovič                      | Giacomo Nizzolo                       |
| 2015      | Sam Bennett                           | Nacer Bouhanni                        | Giacomo Nizzolo                       |
| 2016      | Sam Bennett                           | Alexander Porsev                      | Rudy Barbier                          |
| 2017      | Rudy Barbier                          | Marc Sarreau                          | Jérémy Lecroq                         |
| 2018      | Valentin Madouas                      | Bryan Coquard                         | Christophe Laporte                    |
| 2019      | Marc Sarreau                          | Tom Van Asbroeck                      | Amaury Capiot                         |
| 2020      | annullata per la pandemia di COVID-19 | annullata per la pandemia di COVID-19 | annullata per la pandemia di COVID-19 |
| 2021      | Jordi Meeus                           | Arnaud Démare                         | Niccolò Bonifazio                     |
| 2022      | Jasper Philipsen                      | Arnaud Démare                         | Bryan Coquard                         |
| 2023      | Arnaud Démare                         | Arnaud De Lie                         | Jordi Meeus                           |
| 2024      | annullata                             | annullata                             | annullata                             |